# Artibeus obscurus
Artibeus obscurus — вид родини листконосові (Phyllostomidae), ссавець ряду лиликоподібні (Vespertilioniformes, seu Chiroptera).

## Середовище проживання
Країни проживання: Болівія, Бразилія, Колумбія, Еквадор, Французька Гвіана, Гаяна, Перу, Суринам, Венесуела. Мешкає в тропічних лісах а також пальмових гаях, садах від рівня моря до 1400 м. Більшість зразків були знайдені нижче 500 м над рівнем моря.

## Морфологічні особливості
Із загальною довжиною від 74 до 87 мм, довжина передпліччя між 55,4 мм і 65, довжина стопи від 13 до 19 мм, довжина вух між 21 і 24 мм і вага до 52,5 гр.
Шерсть довга і гладка. Спинна частина від чорно-коричневого до чорного, черевна частина темно-сіра, з кінчиками волосків світлішими. Морда коротка і широка. Лист носа добре розвинений, ланцетний. Є дві слабо видимі смуги на кожній стороні обличчя. Очі є відносно великими. Вуха короткі, трикутні, із закругленими кінцями. Не має хвоста. Каріотип 2n=30-31, FN=56.

## Життя
Як правило, летять низько. Проводять день під листям або відшаровуванням кори близько 4 до 7 м над землею. Споживає інжир та інші плоди дерев. Є два сезони розмноження. Вагітні самиці були захоплені в період з лютого по травень в Венесуелі і Бразилії, і з липня по листопад в Перу, Венесуелі. Народжується одне дитинча.